# Colin Jackson
Colin Jackson (n. 18 februarie 1967, Cardiff, Țara Galilor, Regatul Unit) este un fost atlet britanic specializat în proba de 110 m garduri. La această probă a fost campion mondial în 1993 și 1999, și vicecampion olimpic în 1988. La proba de 60 m garduri a fost campion mondial în sală în 1999.
După ce s-a retras din activitate competițională a devenit antrenor, apoi comentator sportiv.

## Palmares
| An   | Competiție                      | Locație                     | Loc | Eveniment     | Note  |
| ---- | ------------------------------- | --------------------------- | --- | ------------- | ----- |
| 1985 | Campionatul European în sală    | Pireu, Grecia               | 10  | 60 m garduri  | 7,85  |
| 1985 | Campionatul European de Juniori | Cottbus, Germania de Est    | 2   | 110 m garduri | 13,69 |
| 1986 | Campionatul Mondial de Juniori  | Atena, Grecia               | 1   | 110 m garduri | 13,44 |
| 1987 | Campionatul European în sală    | Liévin, Franța              | 2   | 60 m garduri  | 7,63  |
| 1987 | Campionatul Mondial în sală     | Indianapolis, Statele Unite | 4   | 60 m garduri  | 7,68  |
| 1987 | Cupa Europei                    | Praga, Cehoslovacia         | 2   | 110 m garduri | 13,53 |
| 1987 | Campionatul Mondial             | Roma, Italia                | 3   | 110 m garduri | 13,38 |
| 1988 | Jocurile Olimpice               | Seul, Coreea de Sud         | 2   | 110 m garduri | 13,28 |
| 1989 | Campionatul European în sală    | Haga, Țările de Jos         | 1   | 60 m garduri  | 7,59  |
| 1989 | Campionatul Mondial în sală     | Budapesta, Ungaria          | 2   | 60 m garduri  | 7,45  |
| 1989 | Cupa Europei                    | Gateshead, Marea Britanie   | 1   | 110 m garduri | 13,56 |
| 1989 | Cupa Mondială                   | Barcelona, Spania           | 2   | 110 m garduri | 12,95 |
| 1990 | Campionatul European            | Split, Iugoslavia           | 1   | 110 m garduri | 13,18 |
| 1991 | Cupa Europei                    | Frankfurt, Germania         | 1   | 110 m garduri | 13,31 |
| 1991 | Campionatul Mondial             | Tokio, Japonia              | 16  | 110 m garduri | NS    |
| 1992 | Jocurile Olimpice               | Barcelona, Spania           | 7   | 110 m garduri | 13,46 |
| 1992 | Cupa Mondială                   | Havana, Cuba                | 1   | 110 m garduri | 13,07 |
| 1993 | Campionatul Mondial în sală     | Toronto, Canada             | 2   | 60 m garduri  | 7,43  |
| 1993 | Cupa Europei                    | Roma, Italia                | 1   | 110 m garduri | 13,10 |
| 1993 | Campionatul Mondial             | Stuttgart, Germania         | 1   | 110 m garduri | 12,91 |
| 1993 | Campionatul Mondial             | Stuttgart, Germania         | 2   | 4 × 100 m     | 37,77 |
| 1994 | Campionatul European în sală    | Paris, Franța               | 1   | 60 m          | 6,49  |
| 1994 | Campionatul European în sală    | Paris, Franța               | 1   | 60 m garduri  | 7.41  |
| 1994 | Jocurile Goodwill               | Sankt Petersburg, Rusia     | 1   | 110 m garduri | 13,29 |
| 1994 | Campionatul European            | Helsinki, Finlanda          | 1   | 110 m garduri | 13,08 |
| 1996 | Cupa Europei                    | Madrid, Spania              | 2   | 110 m garduri | 13,63 |
| 1996 | Jocurile Olimpice               | Atlanta, Statele Unite      | 4   | 110 m garduri | 13,19 |
| 1997 | Campionatul Mondial în sală     | Paris, Franța               | 2   | 60 m garduri  | 7,49  |
| 1997 | Cupa Europei                    | München, Germania           | 2   | 110 m garduri | 13,28 |
| 1997 | Campionatul Mondial             | Atena, Grecia               | 2   | 110 m garduri | 13,05 |
| 1998 | Jocurile Goodwill               | New York, Statele Unite     | 4   | 110 m garduri | 13,17 |
| 1998 | Cupa Europei                    | Sankt Petersburg, Rusia     | 3   | 100 m         | 10,41 |
| 1998 | Cupa Europei                    | Sankt Petersburg, Rusia     | 1   | 110 m garduri | 13,17 |
| 1998 | Campionatul European            | Budapesta, Ungaria          | 1   | 110 m garduri | 13,02 |
| 1998 | Cupa Mondială                   | Johannesburg, Africa de Sud | 2   | 110 m garduri | 13,11 |
| 1999 | Campionatul Mondial în sală     | Maebashi, Japonia           | 1   | 60 m garduri  | 7,38  |
| 1999 | Campionatul Mondial             | Sevilla, Spania             | 1   | 110 m garduri | 13,04 |
| 2000 | Jocurile Olimpice               | Sydney, Australia           | 5   | 110 m garduri | 13,28 |
| 2001 | Jocurile Goodwill               | Brisbane, Australia         | 5   | 110 m garduri | 13,63 |
| 2002 | Campionatul European în sală    | Viena, Austria              | 1   | 60 m garduri  | 7,40  |
| 2002 | Cupa Europei                    | Annecy, Franța              | 1   | 110 m garduri | 13,15 |
| 2002 | Campionatul European            | München, Germania           | 1   | 110 m garduri | 13,11 |
| 2002 | Cupa Mondială                   | Madrid, Spania              | –   | 110 m garduri | DS    |
| 2003 | Campionatul Mondial în sală     | Birmingham, Marea Britanie  | 5   | 60 m garduri  | 7,61  |